# تيلاران (كانتون)
تيلاران (بالإسبانية: Tilarán)‏ و هو الكانتون الثامن من محافظة غواناكاسته في كوستاريكا. و يغطي الكانتون مساحة 638.39 كم مربع،
كما يقارب عدد سكانه 19,045 نسمة.
و تدعى مدينته الرئيسية بـتيلاران أيضا.
يحيط الكانتون بحيرة أرينال من كل الإتجاهات عدا الجنوب الشرقي، حيث تتبع المنطقة لمحافظة الأخويلا، و تقع حدوده الشمالية في سلسلة جبال غواناكاساته ملامسة نهر كوروفيسي في أقصى حدوده الشمالية، أما حدوده الجنوبية فتقع في سلسلة جبال تيلاران.
تم تأسيس هذا الكانتون في 21 آب 1923.

## المقاطعات
يتألف الكانتون من سبع مقاطعات و هي :
1. تيلاران
2. كيفراذا غرانديه
3. تروناذورا
4. سانتا روسا
5. ليفانو (لبنان)
6. تييرّاس مورينو
7. آرينال

## أعلام
- ليونيداس فلوريس